# Dynode

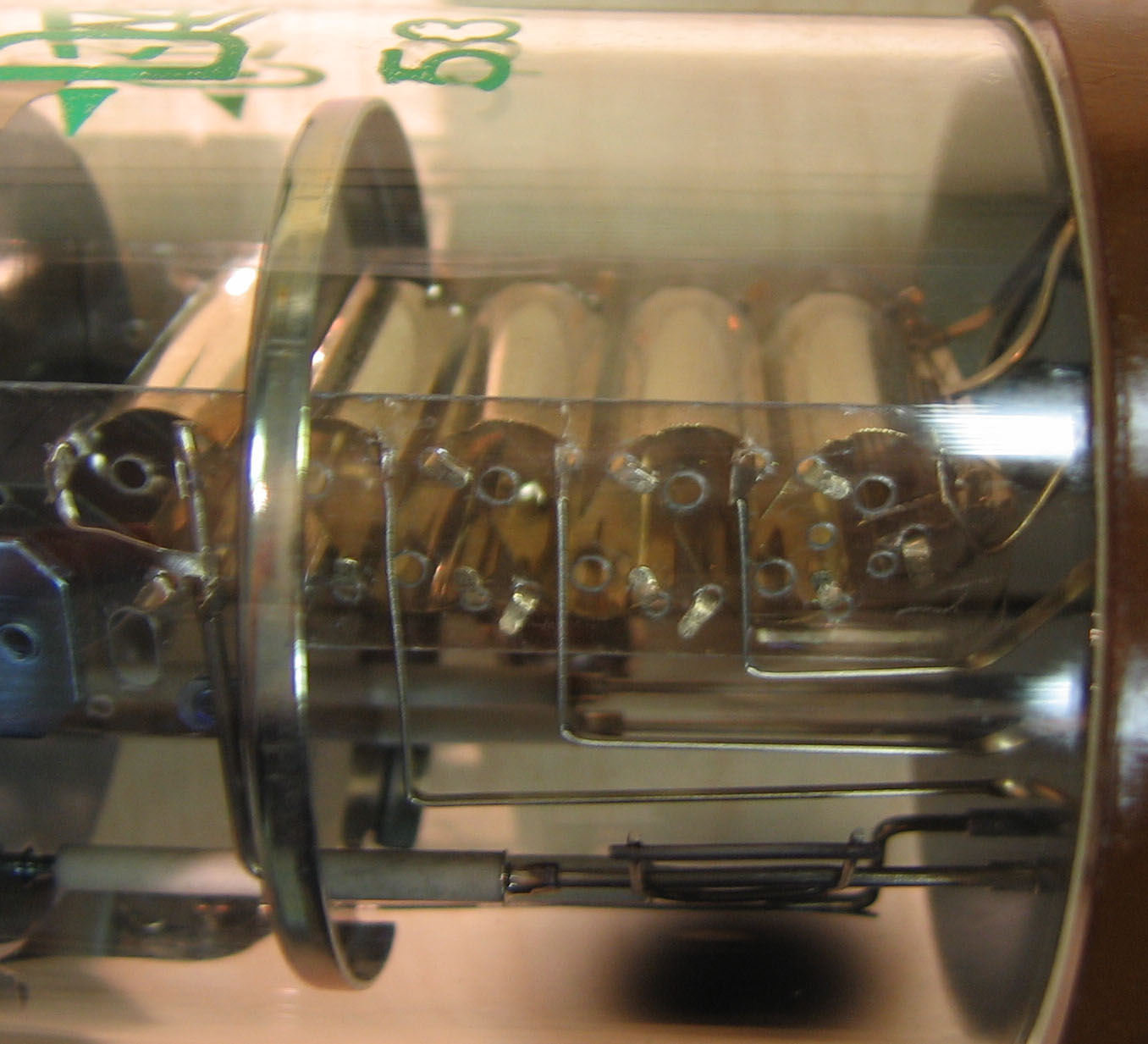
Deux rangées horizontales de dynodes en forme d'arc dans un tube photomultiplicateur.

Les dynodes sont des composants essentiels du photomultiplicateur. Ils sont également utilisés dans les CPM (Channel PhotoMultiplier), mais sous forme continue.
Une dynode consiste en une électrode servant de substrat à un film de matériau sélectionné pour ses capacités d'émission secondaire : l'électron incident transfère son énergie à d'autres électrons du film émissif, qui est en contact avec le vide. Ces électrons secondaires sont éjectés, et, généralement, focalisés et accélérés par un champ électrique vers une autre dynode.

## Fonctionnement dans le cas des PM (PhotoMultiplicateurs)
Après avoir quitté l'optique d'entrée, les électrons atteignent la première dynode avec une énergie de quelques centaines d'électron-volts. 
Quand les électrons touchent la dynode, ils provoquent un mécanisme appelé émission secondaire, qui ressemble à l'effet photoélectrique, mais avec des électrons comme particule incidente. L'électron qui arrive ainsi avec quelques centaines d'eV va générer quelques dizaines d'électrons de beaucoup plus faible énergie, qui, par la différence de potentiel entre la première dynode et la seconde, iront (en accélérant) vers la seconde dynode pour provoquer de nouveau le même mécanisme. 
En réitérant ce mécanisme le long des différents étages de dynodes, on peut multiplier les quatre ou cinq premiers électrons émis par la photocathode en quelques millions.